# 사라 콜라스키

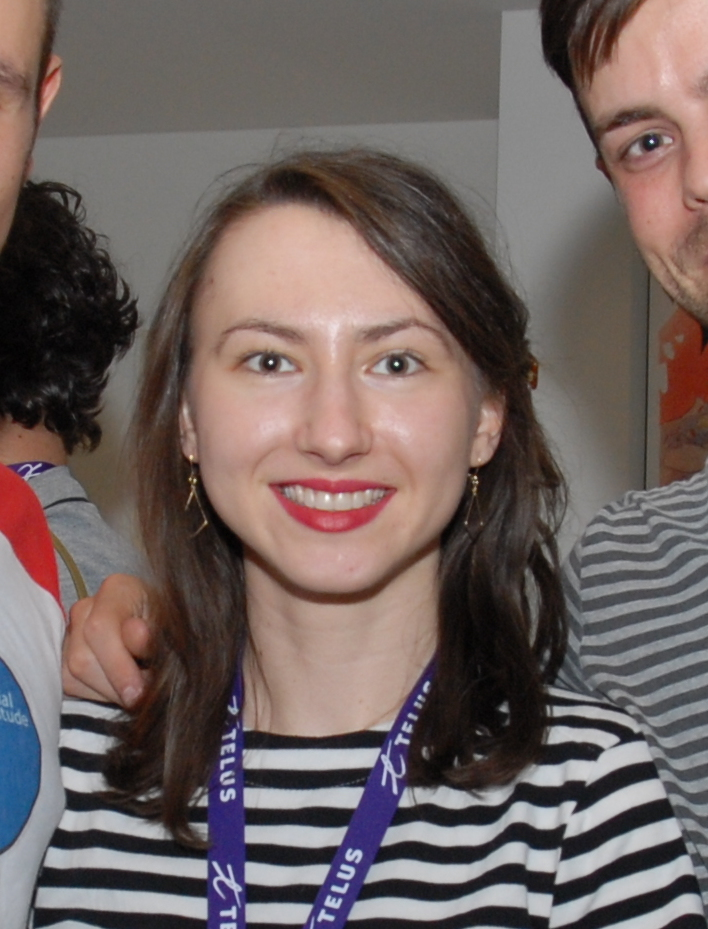

사라 콜라스키(Sarah Kolasky)는 캐나다의 영화배우이다. 애덤 가젯 존스와 함께 공동 제작하고, 그녀 자신이 직접 출연한 그레이트 그레이트 그레이트라는 영화로 잘 알려져 있다.